# Aura (Miles-Davis-Album)
Aura ist ein Musikalbum des Jazzmusikers Miles Davis, bei dem alle Stücke von Palle Mikkelborg komponiert und arrangiert wurden. Es wurde 1990 mit dem Grammy als beste Jazz-Instrumentaldarbietung (Big Band) ausgezeichnet; Davis erhielt einen weiteren Grammy für seine solistischen Leistungen.

## Entstehungsgeschichte
Palle Mikkelborg komponierte Aura bereits 1984, nachdem Miles Davis im November 1984 den Léonie-Sonning-Musikpreis gewann. Davis wollte den Preis nicht akzeptieren, so dass Erik Moseholm, einer der Berater des Preiskomitees, in die Vereinigten Staaten geschickt wurde, um mit ihm zu reden und ihn zu überzeugen. Nachdem Davis die Liste mit den bisherigen Preisträgern gesehen hatte, fühlte er sich geehrt, da dieser Preis bis dahin weißen klassischen Musikern vorbehalten war.
Eine Bedingung des Preises war, dass der Preisträger in Kopenhagen während der Verleihungsfeier musizieren musste. Das Preiskomitee wollte dabei ein neu komponiertes Werk aufführen lassen. Zunächst wurde Gil Evans angefragt; nachdem dieser keinen Vorschlag machte, fragte das Komitee bei zwei in Dänemark lebenden Komponisten an, bei dem Amerikaner Ray Pitts und bei Mikkelborg, die beide Kompositionen für die Feier beisteuern sollten. Die resultierende Komposition Mikkelborgs war eine Mischung aus „orchestraler und elektronischer Musik“.
Die Komposition, die in einigen ihrer Klangfarben an Gil Evans erinnert, wollte die Musik-„Aura“ von Miles Davis einfangen. Mikkelborg konnte Davis überreden, selbst als Trompeter bei der Aufnahme „mit den besten dänischen Jazzmusikern“ mitzuwirken, die er mit einer um einige prominente Gäste erweiterten Formation um die Danish Radio Big Band einspielte. Es handelte sich um die erste Aufnahme von Miles Davis mit einer Bigband seit 22 Jahren. Obwohl die Aufnahmen schon 1985 erfolgten, erschien die CD erst 1989.
Es war das letzte Miles-Davis-Album, das bei Columbia Records erschien. Wie Davis in seiner Biographie schrieb, ließ ihn Columbia hängen, und er musste die Aufnahmen für das Album mit Geldern der Nationalstiftung für die Förderung der Künste finanzieren. Nach Ansicht des Vizepräsidenten der Plattenfirma, George Butler, der darauf bestand, das Album zu veröffentlichen, nachdem er sich die Bänder angehört hatte, hatte die Marketing-Abteilung den Stellenwert des Albums nicht begriffen und war der Ansicht, dass das Album kaum verkäuflich wäre. Aura wurde aufgrund der mehrjährigen Verzögerung erst parallel mit dem Davis-Album Amandla veröffentlicht.
Davis lernte bei den Aufnahmen seine spätere Perkussionistin Marilyn Mazur kennen. Er brachte seinen Neffen Vincent Wilburn zu den Aufnahmen mit, um einen „bestimmten Schlagzeugsound“, den er von den vorherigen Alben kannte, zu erzielen. Auch besetzte er nach Beginn der Aufnahmen die Gitarre um, nachdem er hörte, dass John McLaughlin zufällig in der dänischen Hauptstadt war.

## Die Musik
Mikkelborg baute den Eröffnungssatz der aus zehn Sätzen bestehenden Suite auf den zehn Buchstaben des Namens M-I-L-E-S   D-A-V-I-S auf; die er jeweils mit bestimmten Tönen gleichsetze, um aus einem den Grundakkord für das Stück zu gewinnen. Das Stück beginnt mit der Gitarre McLaughlins, um dann auf das aus dem Namen gewonnene Thema zuzusteuern. Die weiteren Sätze sind nach den Farben benannt, in denen der Komponist angeblich die Aura von Davis wahrnahm; die Sätze stehen weiterhin jeweils für bestimmte Perioden im Schaffen von Davis. Das Stück war Mikkelborg zufolge wie „eine orchestrale Hommage an sein Leben in diesen sieben Farben“ gedacht.
Ursprünglich war geplant, dass Davis nur im letzten Satz ein Solo beitragen würde.
Davis war von der Größe des Orchesters und der der Komposition zugrundeliegenden Idee sehr beeindruckt. Davis kam schließlich 1985 zurück, nachdem er die Aufnahmen für You're Under Arrest abgeschlossen hatte, um Aura einzuspielen. Dabei spielte er schließlich in fast allen Sätzen; auch veranlasste er, dass ein Teil des geschriebenen Materials nicht verwendet wurde. Nur in Indigo ist Davis nicht zu hören.
Todd S. Jenkins meinte bei All About Jazz über das Album, es handele sich um das Album aus der Nach-Bitches-Brew-Phase, das als „wesentlich“ gewertet werden könnte: „Reine Magie, vom ersten bis zum letzten Ton.“ Für Wes Long stellt das Album ein „Meisterwerk“ und „die wahrscheinlich letzte monumentale Leistung“ im Schaffen des Trompeters dar. All Music verlieh dem Album hingegen nur drei von fünf Sternen.

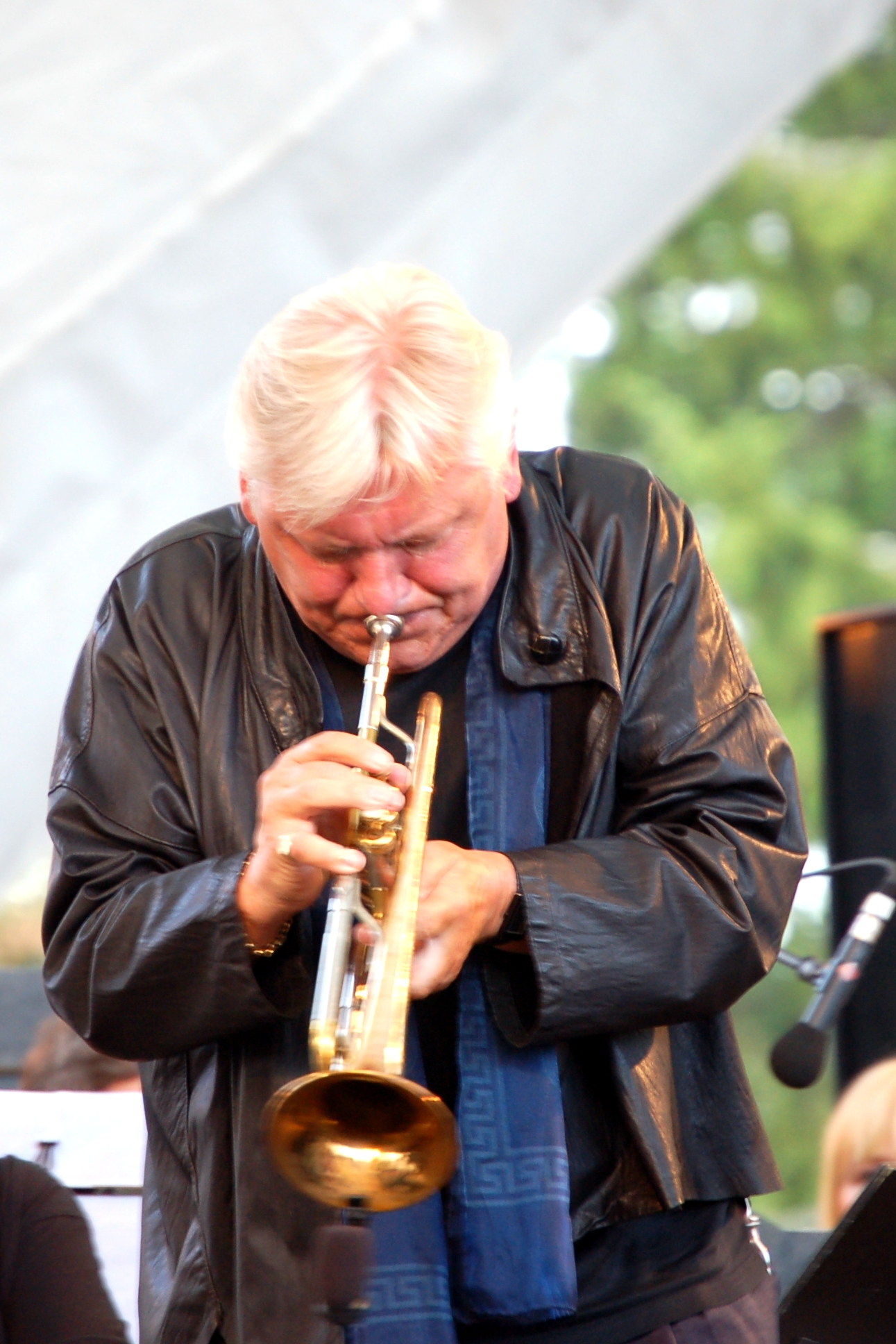
Palle Mikkelborg (2011)

## Titelliste
1. Intro – 4:48
2. White – 6:07
3. Yellow – 6:55
4. Orange – 8:41
5. Red – 6:05
6. Green – 8:13
7. Blue – 6:36
8. Electric Red – 4:19
9. Indigo – 6:06
10. Violet – 10:04

Alle Stücke wurden von Palle Mikkelborg komponiert und arrangiert.